# Closterotomus
A Closterotomus a rovarok (Insecta) osztályának félfedelesszárnyúak (Hemiptera) rendjébe, a poloskák (Heteroptera) alrendjébe, ezen belül a vérszívópoloska-alkatúak (Cimicomorpha) alrendágába és a mezeipoloska-félék (Miridae) családjába tartozó nem.

## Rendszerezés
A nembe az alábbi 19 faj tartozik:
- Closterotomus annulus (Brullé, 1832)
- Closterotomus biclavatus (Herrich-Schaeffer, 1835)
- Closterotomus cinctipes (A. Costa, 1853)
- Closterotomus costae (Reuter, 1888)
- Closterotomus fulvomaculatus (De Geer, 1773)
- Closterotomus histrio (Reuter, 1877)
- Closterotomus krueperi (Reuter, 1880)
- Closterotomus migrans (Lindberg, 1948)
- zöld mezeipoloska (Closterotomus norwegicus) (Gmelin, 1790)[1]
- Closterotomus picturatus (Reuter, 1896)
- Closterotomus princeps (Reuter, 1880)
- Closterotomus putoni (Horváth, 1888)
- Closterotomus reuteri (Horváth, 1882)
- Closterotomus samojedorum (J. Sahlberg, 1878)
- Closterotomus trivialis (A. Costa, 1853)
- Closterotomus tunetanus (Wagner, 1942)
- Closterotomus ventralis (Reuter, 1879)
- Closterotomus venustus (Fieber, 1861)
- Closterotomus vicinus (Horváth, 1876)

## Fordítás
- Ez a szócikk részben vagy egészben  a   Closterotomus című angol Wikipédia-szócikk ezen változatának fordításán alapul.  Az eredeti cikk szerkesztőit annak laptörténete sorolja fel. Ez a jelzés csupán a megfogalmazás eredetét és a szerzői jogokat jelzi, nem szolgál a cikkben szereplő információk forrásmegjelöléseként.